# آی‌بی‌۷۱
آی‌بی۷۱ (انگلیسی: IB71) فیلم هندی دلهره‌آور جاسوسی هندی-زبان است که در سال ۲۰۲۳ اکران شد، این فیلم که بر اساس واقعه هواپیماربایی خطوط هوایی هند ۱۹۷۱ شکل گرفته‌است توسط سانکالپ ردی نوشته و کارگردانی شد. بازیگران اصلی ویدیوت جاموال، ویشال جتوا، فیضان خان و به همراه آنها انوپم کهیر، آشوات بات، دنی سورا و سُورات جوشی هستند. آی‌بی۷۱ که اولین فیلم جاموال به عنوان تهیه‌کننده بود در روز ۱۲ مهٔ ۲۰۲۳ اکران شد که نظرات مثبت گسترده‌ای را در مورد فیلم بدنبال داشت.